# Boy A
Boy A é um filme inglês de 2007 baseado na obra homônima do escritor Jonathan Trigell.
Dirigido por John Crowley, o longa-metragem recebeu inúmeros prêmios, entre eles o BAFTA TV Award de melhor ator para Andrew Garfield e Dinard British Film Festival.
O filme estreou em 2007 no Festival Internacional de Cinema de Toronto.

## Elenco
- Andrew Garfield - Jack Burridge
- Peter Mullan - Terry
- Siobhan Finneran - Kelly
- Alfie Owen - Eric Wilson
- Victoria Brazier - Professora
- Skye Bennett - Angela
- Katie Lyons - Michelle
- Taylor Doherty  - Phillip Craig
- Shaun Evans - Chris
- Anthony Lewis - Steve
- Madeleine Rakic-Platt - Estudante
- Josef Altin - Bully
- Jeremy Swift - Dave
- Helen Wilding - Carol
- Jessica Mullins - Catherine Thompson

## Prêmios
- 2008 - Best Actor BAFTA TV Award
- 2008 - Hitchcock d'or - British film festival